# 夫馀氏
夫馀氏或稱馀氏，是一个中国古代的姓氏，为姬姓的一个分支姓氏。一夫概的子孙没有跟去楚国而留于吴国者即以夫余为氏。一說后来夫余氏或稱馀氏的成员辗转迁徙，到了中国东北、朝鮮半島及日本列島开拓基业，曾建国夫余、高丽及百濟，並改姓高氏。然而，據歷史學博士、暨南大學人文講師姜清波的考證，認為此說是互聯網（如百度百科）流傳的謬誤。